# 어스시티
어스시티(Earth City)는 미국 미주리주 세인트루이스군에 위치한 미편입지구이다. 미주리강 주변 인터스테이트 70을 따라 위치한다. 이 타운은 세이브어랏 식료품 체인점의 본사의 본거지이자 주요 UPS 운송의 중심지이다.
지명 정보 시스템 피처(feature) ID는 756957이다.